# Pierre Furter
Pierre Furter (1931, La Chaux-de-Fonds, Suíça - março de 2020, Genebra) foi um filósofo suíço, pedagogo, antropólogo e escritor especializado em educação comparativa, filosofia e antropologia da educação, trabalhou, como conselheiro da UNESCO nos domínios das políticas educativas e culturais, com uma orientação para o princípio da democracia cultural e  desenvolvimento económico e social. 

## Trajetória
Estudou filosofia e pedagogia nas universidades suíças de Lausanne e Neuchâtel. Especializou-se   em literatura comparada em Lisboa, Zurique e Recife. Após o Doutoramento em Filosofia da Educação, trabalhou durante muito tempo na América Latina, primeiro no Brasil, depois na Venezuela, como consultor e técnico de programas educacionais da UNESCO, principalmente no campo da educação de adultos, educação comunitária e planeamento de políticas educacionais. Nesse sentido, teve a oportunidade de desenvolver teoricamente argumentos e conceitos relacionados ao desenvolvimento sociocultural.
As suas preocupações levaram-no a convergir com figuras de destaque do pensamento, incluindo Juan Carlos Tedesco, Ivan Ilyich e, em particular, Paulo Freire. Com este último, foi autor do texto Educação para a mudança social (1974).
Pierre Furter prestou especial atenção aos determinantes contextuais e condicionantes dos processos educativos, manifestados nos seus estudos sobre as escolas em contextos rurais, defendendo a oportunidade da descentralização das políticas educativas, a fim de acolher o protagonismo das comunidades locais. Nesta direção, talvez sob a influência de algumas ligações familiares com o mundo do exílio político  republicano em Espanha na época da ditadura franquista, teve oportunidade de examinar a história da educação popular na década de 1930, com particular atenção à iniciativa das Missões Pedagógicas, e também ao cinema criado por Luís Buñuel. Analisou os efeitos da Lei Geral de Educação de 1970 sobre cenários rurais, que o levou a examinar o caso galego, dando lugar a uma frutuosa comunicação académica com professores da Universidade de Santiago, da qual derivaria a sua nomeação como Doutor Honoris Causa daquela Universidade no ano 2000.
Note-se que, depois da sua jornada ibero-americana, ingressou na Faculdade de Psicologia e Ciências da Educação da Universidade de Genebra, onde lecionou até se aposentar em 1997 (mais tarde foi nomeado Professor Honorário). Durante o tempo em Genebra, foi Presidente da Sociedade Suíça de Pesquisa Educacional e Vice-presidente da Associação Francófona de Educação Comparada, consultor do Instituto Internacional de Planeamento Educativo em Paris e representante da Confederação Suíça em várias conferências internacionais sobre educação.

### Educação contínua e desenvolvimento regional
Pierre Furter é creditado por ter proposto o termo Aprendizagem ao Longo da Vida na Terceira Conferência Mundial de Educação de Adultos em Tóquio, em 1972. No entanto, embora Furter tenha trabalhado nesse conceito nas suas pesquisas e escritos, ele mesmo atribui a paternidade do termo à reflexão coletiva de um grupo de educadores presentes na conferência.
Nos seus primeiros anos no Brasil, trabalhou de perto com Paulo Freire em campanhas de alfabetização e foi um dos prologistas da primeira edição de Practical Education for Freedom, de Paulo Freire.
No livro que ele compartilha com Freire e Ivan Illich, Education for Social Change, Furter define a Educação ao Longo da Vida "como um processo que deve continuar ao longo da vida". No desenvolvimento dos seus argumentos, ele aponta três fases:
-  A primeira: "A aprendizagem ao longo da vida como um processo de desenvolvimento individual integral" é absolutamente necessária tendo em vista o aumento e renovação acelerados dos conhecimentos adquiridos, as mudanças tecnológicas, a discrepância entre as aspirações da população e a capacidade dos sistemas para as satisfazer, bem como a crescente participação da população na dinâmica do desenvolvimento.
-  A segunda: "A educação ao longo da vida como sistematização ou sistema educativo abrangente". Nele assinala que este modelo ou perspetiva educativa tem sido difundido através de várias fórmulas: formação acelerada, programas de formação e participação profissional para jovens, programas de requalificação laboral, a institucionalização de programas de formação e educação de adultos e a sua integração em planos de desenvolvimento.
-   A terceira: "A aprendizagem ao longo da vida como estratégia cultural num processo de desenvolvimento integral". Nele, ele se referirá a aspetos de natureza essencialmente qualitativa que são propícios à democracia cultural: sociocultural, identidade, representação e autoestima coletiva como motores da autoeducação e do desenvolvimento regional.
Furter traz a jogo os conceitos de Aprendizagem ao Longo da Vida e Desenvolvimento Regional como motores da educabilidade, autoformação, coesão comunitária e desenvolvimento regional.
Um aspeto importante da sua pesquisa tem sido o estudo e a denúncia das relações de poder presentes na dinâmica do desenvolvimento cultural e educativo. Furter sublinha a importância das dinâmicas económicas, políticas e de poder que condicionam as relações centro-periferia, norte-sul, e que afetam não só o acesso aos recursos socioeducativos, mas determinam também as narrativas estereotipadas de exclusão/inclusão que estão por detrás das dinâmicas de desenvolvimento cultural e educativo.
Este fenómeno é estudado com grande rigor quando analisa o abandono educativo que a região espanhola de Las Hurdes tem sofrido historicamente (1994). Em contraste com a interpretação oficial, que se baseia no isolamento geográfico e na falta de recursos, Furter demonstra que os fatores socioculturais condicionantes e as representações narrativas que as autoridades educativas têm sobre a região e a sua população são a verdadeira causa do atraso e do abandono sofridos pelos seus habitantes.
Furter, a partir de uma posição de militância política e educacional, analisa também a importância, do ponto de vista educativo e desenvolvimentista, de movimentos como as Missões Culturais Mexicanas, o Propósito Agit soviético ou o Movimento das Missões Pedagógicas (1988) na Espanha Republicana nos anos 30, um fenómeno que Furter analisa com precisão e profundidade.
Furter enfatiza a identidade e os aspetos narrativos que condicionam a autoestima da comunidade como força motriz da educabilidade e do desenvolvimento. São estes aspetos relacionados com as narrativas de consenso e convivência, com a autoestima coletiva e com a capacidade organizacional dos próprios membros da comunidade que permitem o empoderamento individual e coletivo, o desenvolvimento sociocultural e a aprendizagem ao longo da vida que é gerada dentro das próprias comunidades regionais.

### Educogenia e Educação difusa
O conceito de educogenia surge, à partida, da necessidade de caraterizar os contextos que se tornam educativos fora dos processos escolares. Correntemente, denominam-se educação não formal ou educação informal. Porém, Pierre Furter rejeita estes anglicismos, por se referirem ao que não é e não aquilo que, de facto, é. Prefere chamar-lhes de educação difusa.  A educogenia refere-se ao potencial educativo de tais contextos que se deve considerar mais enriquecedores do que habitualmente se tem em conta, pois vão muito além daquela realidade que nos é fornecida pelas “estatísticas escolares”.
Assume-se geralmente que o meio social constituído por estes contextos demarca o seu nível educativo e será enriquecido pelas intervenções -direcionadas ou não - que lhes forem imprimidas.  Por exemplo,  em situações de baixas qualificações escolares, os modos de aprendizagem remetem para as formas como as populações se organizam para adquirir o domínio de novas situações, forçosamente diferentes das enquadradas por aprendizagens escolares. P. Furter, já em 1976, procurava assegurar que a “formação servisse ao desenvolvimento humano e não à sua escravidão”.
A atenção dada à educogenia de determinado contexto revela que as intervenções são diferentes segundo os meios sociais a que se dirigem, quer se trate de crianças ou de adultos. Nomeadamente, entre meios rurais e meios urbanos. O que permite extrair o máximo do potencial educativo de cada contexto, em vez de a oferta educativa servir para manter o nível de “servidão” de grupos vulneráveis.
Também aqui a diferenciação educativa se situa ao nível de cada grupo, de cada comunidade e mesmo de cada família. E é a procura da capacidade necessária para se atingir os objetivos pessoais e do grupo, amiúde implícitos ou entendidos apenas no contexto onde se desenvolvem, que define os Espaços de Formação como sendo heterogéneos, quer em relação às perspetivas educativas, quer inseridos em práticas de vida correntes das comunidades. A sua avaliação exterior depende, igualmente, dos objetivos que assistiram à sua consideração.
No caso do desenvolvimento comunitário , procura-se “compreender o substrato do desenvolvimento cultural  que manifesta a capacidade de uma população a tornar-se senhora das mudanças que se produzem por agentes endógenos ou exógenos na continuidade das suas tradições culturais.” (Furter, 1983, pp 48).
A compreensão da educogenia de determinado contexto impele, pois, a avançar em três direções, segundo Furter (1983, pp. 53): i) as experiências de vida portadoras de formação, vividas individual ou coletivamente, ii) as “entradas” educativas já adquiridas, vividas em sistemas escolares ou noutros sistemas aprendentes e iii) a interação com o contexto de inserção, quer a nível das relações dos grupos em presença, quer das ofertas exteriores, não podendo hoje esquecer-se a importância dos mass media.  

## Obras
La Vie morale de l'adolescent (1965)
Educação e Vida (1966)
Possibilidades e Limites da Alfabetização Funcional (1973)
Educação e Reflexão (1974)
Education for Social Change (1974) (Texto preparado com P. Freire e Y. Ilich).
O Planejador e a Aprendizagem ao Longo da Vida (1977)
L'INCE: [Institut national de coopération éducative]: et la formation technique et professionnelle au Venezuela (1978)
Les systemes de formation dans leurs contextes (1980)
Les espaces de la formation. Essaai de microcomparison et de microplanification (1983).
L'articulation de l'éducation scolaire et de la formation extrascolaire (1984)
Les enjeux et les perspectives des politiques des ressources humaines dans les programmes de planification de l'éducation (1988).
Mondes revés. Formes et expressions de la penseé imaginaire (1995)
Discursos de investidura como Doutor Honoris Causa (2000): Heurs et malheurs des Sciences del'Éducation
"Luis Buñuel. Educador e pedagogo", Revista Galega do Ensino, 35 (2002) pp. 69-105.
1. ↑  Caride Gómez, José Antonio (1 de janeiro de 2007). «La Pedagogía Social ante el proceso de convergencia europea de la Educación Superior.». Universidade Federal Fluminense. Pedagogia Social Revista Interuniversitaria (14). 11 páginas. ISSN 1989-9742. doi:10.7179/psri_2007.14.02. Consultado em 3 de fevereiro de 2023
2. ↑  Furter, Freire, Illich (1974). Educación para el cambio social. Buenos Aires: Tierre Nueva
3. ↑  Freire, Paulo (1967). A Educação Prática da Liberdade. Rio de Janeiro: Paz e Terra